# Кабаков, Василий Васильевич
 Василий Васильевич Кабаков  (11 марта 1866 — 4 декабря 1919) — российский генерал-майор (1918), герой Первой мировой войны.

## Биография
В 1884 году окончил Ковенскую гимназию, в 1888 году Виленское военное училище по 2-му разряду. В 1889 году выпущен был подпоручиком в Камский 110-й пехотный полк. В 1893 году произведён в поручики, в 1900 году в штабс-капитаны.
В 1901 году произведён в капитаны. В 1905 году окончил офицерскую стрелковую школу — «успешно». До 1912 года служил в 4-м Андижанском резервном батальоне. В 1913 году произведён в подполковники.

### Первая мировая война
Участник Первой мировой войны, в составе 7-го Туркестанского стрелкового полка. 10 июня 1915 года за храбрость был награждён Георгиевским оружием:
за то, что в течение 12—14 октября 1914 года отстоял свой ответственный боевой участок от целого ряда повторных настойчивых атак превосходного в числе противника, находясь под убийственным огнём, пока не был сильно контужен
В 1915 году произведён в полковники, с назначением командиром 12-го Финляндского стрелкового полка
3 февраля 1916 года за храбрость был награждён орденом Святого Георгия 4-й степени:
за то, что  в  ночь с 16 по 17 августа 1915 года, командуя полком и занимая средний боевой участок позиции на  р. Стрыпе, отразил целый ряд стремительных атак противника, а в 7 часов утра 17 августа под сильным огнём противника сам перешёл в контратаку, опрокинул в значительно превосходных силах противника и овладел укреплённой его позицией, причём захватил 6 пулемётов и пленных 14 офицеров и 1174 нижних чинов германцев

### Гражданская война
С началом Гражданской войны состоял в рядах Сибирской армии. С 1918 года был начальником гарнизона Ново-Николаевска, уполномоченным командующего войсками Омского военного округа по Бийскому уезду.
В 1919 году «За особые отличия» был произведён в генерал-майоры с зачислением по армейской пехоте. 4 ноября 1919 года исключён из списков в связи со смертью.

## Награды
- Орден Святого Станислава 3-й степени (1893 год);
- Орден Святой Анны 3-й степени (1904 год);
- Орден Святого Станислава 2-й степени (1909 год);
- Орден Святой Анны 2-й степени с мечами (1914 год);
- Орден Святого Владимира 4-й степени с мечами и бантом (1915 год);
- Георгиевское оружие (ВП 10.6.1915 года);
- Орден Святого Георгия 4-й степени (ВП 3.02.1916 года);